# Mychajło Artiuchow
Mychajło Wasylowycz Artiuchow (ukr. Михайло Васи́льович Артюхов; ros. Михаил Васильевич Артюхов, Michaił Wasiljewicz Artiuchow; ur. 15 czerwca 1971 w Buczy) – ukraiński biegacz narciarski, dwukrotny medalista mistrzostw świata juniorów.
Po raz pierwszy na arenie międzynarodowej pojawił się w 1991 roku, startując na mistrzostwach świata juniorów w Reit im Winkl. Wspólnie z kolegami z reprezentacji zdobył tam srebrny medal w sztafecie, a na dystansie 30 km techniką dowolną był trzeci. W 1998 roku brał udział w igrzyskach olimpijskich w Nagano, gdzie jego najlepszym indywidualnym wynikiem było 29. miejsce w biegu na 30 km stylem klasycznym. Zajął też między innymi 46. miejsce w tej samej konkurencji na mistrzostwach świata w Falun w 1993 roku.
Artiuchow ani razu nie zdobył punktów do klasyfikacji generalnej Pucharu Świata. W zawodach tej rangi startował pięć razy, ale zajmował odległe miejsca – wszystkie poza pierwszą pięćdziesiątką. Rzadko startował także w innych zawodach FIS – FIS Race oraz jeden raz w Pucharze Kontynentalnym. Był dwa razy na podium zawodów FIS Race – wygrał 15 km stylem dowolnym w Tysowcu w 1997 roku. Dwa lata później zajął 3. miejsce w biegu na tym samym dystansie w Mawrowie.

## Osiągnięcia

### Igrzyska olimpijskie
| Miejsce | Dzień     | Rok  | Miejscowość | Konkurencja             | Czas biegu | Strata   | Zwycięzca       |
| ------- | --------- | ---- | ----------- | ----------------------- | ---------- | -------- | --------------- |
| 29.     | 9 lutego  | 1998 | Nagano      | 30 km stylem klasycznym | 1:33:55,8  | +7:17,2  | Mika Myllylä    |
| 72.     | 12 lutego | 1998 | Nagano      | 10 km stylem klasycznym | 27:24,5    | +4:28,3  | Bjørn Dæhlie    |
| 52.     | 14 lutego | 1998 | Nagano      | 10+15 km pościgowy      | 1:07:01,7  | +6:50,8  | Thomas Alsgaard |
| 12.     | 17 lutego | 1998 | Nagano      | Sztafeta 4 × 10 km      | 1:40:55,7  | +1:43,8  | Norwegia        |
| 46.     | 22 lutego | 1998 | Nagano      | 50 km stylem dowolnym   | 2:05:08,2  | +15:51,0 | Bjørn Dæhlie    |

### Mistrzostwa świata
| Miejsce | Dzień     | Rok  | Miejscowość | Konkurencja             | Czas biegu | Strata   | Zwycięzca           |
| ------- | --------- | ---- | ----------- | ----------------------- | ---------- | -------- | ------------------- |
| 46.     | 20 lutego | 1993 | Falun       | 30 km stylem klasycznym | 1:17:33,6  | +6:35,5  | Bjørn Dæhlie        |
| 63.     | 21 lutego | 1997 | Trondheim   | 30 km stylem dowolnym   | 1:06:28,2  | +6:54,6  | Aleksiej Prokurorow |
| 75.     | 24 lutego | 1997 | Trondheim   | 10 km stylem klasycznym | 23:41,8    | +3:18,4  | Bjørn Dæhlie        |
| 58.     | 25 lutego | 1997 | Trondheim   | 10+15 km pościgowy      | 1:00:11,1  | +6:42,7  | Bjørn Dæhlie        |
| 16.     | 28 lutego | 1997 | Trondheim   | Sztafeta 4 × 10 km      | 1:37:06,1  | +9:42,6  | Norwegia            |
| DNF     | 2 marca   | 1997 | Trondheim   | 50 km stylem klasycznym | 2:16:37,5  | -        | Mika Myllylä        |
| 55.     | 19 lutego | 1999 | Ramsau      | 30 km stylem dowolnym   | 1:15:26,2  | +10:25,2 | Mika Myllylä        |
| 55.     | 22 lutego | 1999 | Ramsau      | 10 km stylem klasycznym | 24:19,2    | +2:41,1  | Mika Myllylä        |
| 49.     | 23 lutego | 1999 | Ramsau      | 10+15 km pościgowy      | 1:05:54,9  | +4:58,2  | Thomas Alsgaard     |

### Mistrzostwa świata juniorów
| Miejsce | Dzień    | Rok  | Miejscowość   | Konkurencja             | Wynik     | Strata  | Zwycięzca       |
| ------- | -------- | ---- | ------------- | ----------------------- | --------- | ------- | --------------- |
| 11.     | 6 marca  | 1991 | Reit im Winkl | 10 km stylem klasycznym | 29:15,1   | +30,4   | Thomas Alsgaard |
| 3.      | 8 marca  | 1991 | Reit im Winkl | 30 km stylem dowolnym   | 1:25:35,9 | +1:56,8 | Thomas Alsgaard |
| 2.      | 10 marca | 1991 | Reit im Winkl | Sztafeta 4 × 10 km      | 1:40:45,0 | +0,7    | Norwegia        |